# Domeniu fundamental
Fiind dat un spațiu topologic și un grup care acționează⁠(d) asupra acestuia, imaginile unui singur punct sub acțiunea grupului formează o orbită⁠(d) a acțiunii. Un domeniu fundamental este o submulțime a spațiului care conține exact un punct din fiecare dintre aceste orbite. Servește ca realizare geometrică pentru setul abstract de reprezentanți ai orbitelor.
Există multe modalități de a alege un domeniu fundamental. Tipic, un domeniu fundamental este necesar să fie o submulțime conexă cu unele restricții asupra frontierei sale, de exemplu: netedă sau poliedrică. Atunci imaginile domeniului fundamental ales sub acțiunea grupului teselează spațiul. O construcție generală a domeniilor fundamentale folosește celule Voronoi⁠(d).

## Sugestii pentru o definiție generală

O rețea în planul complex și domeniul său fundamental pe un tor

Fiind dată o acțiune a unui grup G pe un spațiu topologic X prin homeomorfisme⁠(d), un domeniu fundamental pentru această acțiune este un set D de reprezentanți pentru orbite. De obicei se cere să fie un set rezonabil de frumos din punct de vedere topologic, într-unul din mai multe moduri precis definite. O condiție tipică este aceea că D este aproape un set deschis, în sensul că D este diferența simetrică⁠(d) a unui set deschis din X cu un set de măsura zero, pentru o anumită măsură (cvasi)invariantă pe X. Un domeniu fundamental conține întotdeauna o mulțime regulată liberă U, o mulțime deschisă mutată de G în copii disjuncte, copii aproape la fel de bune ca D în reprezentarea orbitelor. Frecvent D este necesar să fie un set complet de reprezentanți ai clasei cu unele repetări, dar partea repetată are măsura zero. Dacă un domeniu fundamental este folosit pentru a calcula o integrală pe X/G, mulțimile de măsură zero nu contează.
De exemplu, când X este spațiu euclidian Rn de dimensiunea n și G este rețeaua Zn care acționează asupra acesteia prin translații, câtul X/G este un tor n-dimensional. Un domeniu fundamental D aici poate fi considerat [0,1)n, care diferă de setul deschis (0,1)n printr-un set de măsură zero sau hipercubul închis al unității [0,1]n, al cărui frontieră constă din punctele ale căror orbite au mai mult de un reprezentant în D.

## Exemple
Exemple în spațiul euclidian tridimensional R3:
- pentru rotații cu n poziții: o orbită este fie un set de n puncte în jurul axei, fie un singur punct pe axă; domeniul fundamental este un sector;
- pentru reflexia în plan: o orbită este fie o mulțime de 2 puncte, câte unul pe fiecare parte a planului, fie un singur punct în plan; domeniul fundamental este un semispațiu delimitat de acel plan;
- pentru inversiunea față de centru: o orbită este un set de 2 puncte, câte unul pe fiecare parte a centrului, cu excepția unei orbite constând doar din centru; domeniul fundamental este un semispațiu delimitat de orice plan prin centru;
- pentru o rotație de 180° în jurul unei drepte: o orbită este fie un set de 2 puncte opuse unul față de celălalt față de axa de rotație, fie un singur punct pe axă; domeniul fundamental este un semispațiu delimitat de orice plan care conține acea dreaptă;
- pentru simetria de translație discretă într-o singură direcție: orbitele sunt translații ale unei rețele unidimensionale în direcția vectorului de translație; domeniul fundamental este o placă infinită;
- pentru simetrie de translație discretă în două direcții: orbitele sunt translații ale unei rețele bidimensionale în plan prin vectorii de translație; domeniul fundamental este o bară infinită cu secțiunea transversală în formă de paralelogram;
- pentru simetrie de translație discretă în trei direcții: orbitele sunt translații ale rețelei; domeniul fundamental este o celulă primitivă⁠(d) care este de exemplu un paralelipiped sau o celulă Wigner–Seitz⁠(d), numită și celulă Voronoi.

În cazul simetriei de translație combinată cu alte simetrii, domeniul fundamental este parte a celulei primitive. De exemplu, pentru grupuri de tapet⁠(d) domeniul fundamental are un factor de 1, 2, 3, 4, 6, 8 sau 12 ori mai mic decât celula primitivă.

## Domeniul fundamental pentru grupul modular

Fiecare regiune triunghiulară este o mulțime regulată liberă din H/Γ; cea gri (cu al treilea punct al triunghiului la infinit) este domeniul fundamental canonic

Imaginea din dreapta arată o parte din construcția domeniului fundamental pentru acțiunea grupului modular⁠(d) Γ pe semiplanul superior H.
Această diagramă faimoasă apare în toate lucrările clasice despre funcții modulare⁠(d). (Probabil era bine cunoscută lui Gauss, care s-a ocupat de domenii fundamentale în teoria reducerii formelor pătratice.) Aici, fiecare regiune triunghiulară (mărginită de liniile albastre) este o mulțime regulată liberă a acțiunii lui Γ pe H. Frontierele (liniile albastre) nu fac parte din mulțimile regulate libere. Pentru a construi un domeniu fundamental al lui H/Γ, trebuie luat în considerare și modul de atribuire a punctelor de pe frontieră, având grijă să nu se numere de două ori aceste puncte. Astfel, mulțimea regulată liberă din acest exemplu este
{\displaystyle U=\left\{z\in H:\left|z\right|>1,\,\left|\,{\mbox{Re}}(z)\,\right|<{\frac {1}{2}}\right\}.}
Domeniul fundamental se obține prin adăugarea frontierei din stânga plus jumătate din arcul de jos, inclusiv punctul din mijloc:
{\displaystyle D=U\cup \left\{z\in H:\left|z\right|\geq 1,\,{\mbox{Re}}(z)={\frac {-1}{2}}\right\}\cup \left\{z\in H:\left|z\right|=1,\,{\frac {-1}{2}}<{\mbox{Re}}(z)\leq 0\right\}.}
Alegerea punctelor de pe frontieră care să fie incluse ca parte a domeniului fundamental este arbitrară și variază de la autor la autor.
Principala dificultate a definirii domeniului fundamental constă nu atât în definirea mulțimii însăși, ci în modul de tratare a integralelor din domeniul fundamental, atunci când se integrează funcții cu poli și zerouri la limita domeniului.